# Max Brito
Pour les articles homonymes, voir Brito.
Pas d'image ? Cliquez ici

a Compétitions nationales et continentales officielles uniquement.

b Matchs officiels uniquement.
Max Brito, né le 8 avril 1968 à Abidjan et mort le 19 décembre 2022 à Bordeaux, est un joueur ivoirien de rugby à XV, paralysé à la suite d'une blessure reçue pendant la Coupe du monde de 1995 en Afrique du Sud contre les Tonga.

## Biographie
Max Brito, né le 8 avril 1968 à Abidjan, qui a deux frères, Patrick et Fabrice, eux aussi joueurs de rugby à XV, rejoint son père en France en 1972.
Il commence la pratique du rugby au Biscarrosse olympique, club de la ville landaise de Biscarrosse. Alors que le club landais évolue en troisième division, Max est contacté par le CA Bègles qui évolue alors en élite ; il préfère néanmoins rester dans son club formateur.
Max Brito, qui ne devait pas participer à la Coupe du monde de 1995, remplace son frère Patrick forfait en raison d'une pubalgie. Le match entre la  Côte d'Ivoire et les Tonga est commencé depuis trois minutes lorsque Brito, sortant de sa défense, est plaqué par Inoke Afeaki avant que plusieurs joueurs ne lui tombent dessus, le laissant sans connaissance par terre. Brito est emmené en urgence à l'hôpital Unitas de Pretoria où l'équipe médicale constate des dommages graves aux vertèbres. Il subit plusieurs opérations de la quatrième et cinquième vertèbres, mais reste paralysé sous la nuque.
Il habite par la suite à Talence, dans l'agglomération bordelaise. Sa famille annonce son décès, le 20 décembre 2022, survenu la veille à Bordeaux.

## Postérité
De son vivant, l'académie Max Brito est créée en Côte d'Ivoire afin d'accompagner la pratique locale du rugby dès le plus jeune âge.
Un « challenge » est créé en son nom en France pour les catégories juniors et cadets.